# American Wrestling Association
American Wrestling Association o AWA es una promoción de lucha libre profesional que tiene su sede en Minneapolis, Minnesota que fue fundada en 1960 por Verne Gagne y Wally Karbo teniendo duración hasta 1991 y regresó como centro de desarrollo desde 2009 en diferentes países. Originalmente era un territorio de la antigua National Wrestling Alliance, que pasó a ser independiente a fines de la década de 1950.

## Historia

### Antecedentes del territorio de Minnesota
Anton "Tony" Stecher, hermano y ex mánager del excampeón completo mundial Joe Stecher, era miembro del grupo que fundó la National Wrestling Alliance en 1948. Él había promovido la lucha libre desde 1933 a través de Minneapolis Boxing and Wrestling Club. En 1952 vendió un tercio de los intereses de la promoción a su hijo Denis Stecher y Wally Karbo. Tony Stecher falleció el 9 de octubre de 1954 y el control de la promoción pasó a manos de Karbo y de Dennis Stecher.
Verne Gagne, un excampeón de la lucha libre amateur, se había convertido en un popular luchador nacional en la década de 1950 por sus actuaciones en DuMont Network. El aspiró a convertirse en Campeón Mundial completo de la NWA, pero por diversas razones que tenían que ver con la política del interior de la empresa, nunca logró hacerlo.
El 14 de junio de 1957, Edouard Carpentier había derrotado al campeón mundial Lou Thesz en Chicago. La NWA más tarde anuló la decisión del árbitro y regresó el cinturón a Thesz. Sin embargo algunos territorios de la NWA no estuvieron de acuerdo con esta decisión (entre ellos Nebraska) y continuaron reconociendo como campeón mundial a Carpentier. Carpentier perdió el título ante Gagne en Omaha, el 9 de agosto de 1958.
En 1959, Dennis Stecher vendió su partición mayoritaria de la Minneapolis Boxing and Wrestling a Karbo y a Gagne. Ellos se convirtieron en copropietarios de la promoción a partir de esa fecha en adelante.

### Minnesota sale de la NWA
El malentendido de Lou Thesz causó el enojo de Gagne lo cual provocó su renuncia de la NWA. En 1960, el campeón del mundo Verne Gagne y junto con Wally Karbo fundaron la American Wrestling Association. La AWA reconoció como campeón mundial a Pat O'Connor y le dieron 90 días para defender el título contra el campeón mundial Verne Gagne. El hizo caso omiso al desafío siendo despojado del campeonato mundial de la AWA quedándose con el título Verne Gagne. Aunque Pat O'Connor fue considerado el primer campeón de la AWA nunca luchó en dicha marca hasta más tarde en la década de 1960 (Cuando se unió con Wilbur Snyder para ganar el AWA World Tag Team Championship).
Verne Gagne fue un excampeón de la lucha libre amateur que había ocupado un lugar en el equipo de Estados Unidos para los juegos olímpicos de Londres 1948. A partir de 1970, Gagne había entrenado luchadores recién llegados procedentes de la explotación que se vivía en Chanhassen, Minnesota. También a lo largo de los años, tuvo grandes feudos contra Gene Kiniski, Dr. Bill Miller, Fritz Von Erich, Dr. X (Dick Beyer con máscara), The Crusher, Ray Stevens y Nick Bockwinkel. Ganó más de 10 veces el AWA World Heavyweight Championship antes de jubilarse en 1981, También promovió los shows de la NWA y WWWF.
Gracias a Gagne y Karbo, la AWA se convirtió en uno de los más exitosos territorios en el país. La promoción llevó a cabo espectáculos en ciudades tan importantes como Minneapolis, Milwaukee, Chicago, Omaha, Winnipeg, Denver, Salt Lake City, Las Vegas, San Francisco y en toda la región del centro-oeste de los Estados Unidos.

#### Retiro de Verne Gagne y cambio de rumbo
A partir de 1982, Hulk Hogan, quien había sido contendiente desde su llegada al circuito el año anterior, era Heel, pero su fama aumentaba y tuvieron que transformar el personaje a Face, pero Verne Gagne (quien no le tenía estima por su falta de credenciales en lucha amateur) se negó rotundamente a darle el Campeonato Mundial de la AWA. Solo en dos ocasiones hubo problemas en cuanto la coronación de Hulk Hogan:
La primera ocasión fue el 18 de agosto de 1982, Hogan había derrotado a Nick Bockwinkel (el cual era campeón mundial) con la ayuda de un objeto extraño que Bobby Heenan (Mánager de Bockwinkel) lanzó hacia el ring para que Bockwinkel golpeara a Hogan. Después del conteo de tres, el cinturón se le fue otorgado a Hulk Hogan y fue anunciado como el nuevo campeón. Heenan informó al árbitro del objeto, pero la sangre en la cara de Hogan indicaba que había sido usado en contra de Hogan, por lo que el árbitro del encuentro no cambió su decisión y Hogan salió del escenario como nuevo campeón. Seis días más tarde en la televisión, el presidente de la AWA Stanley Blackburn, despojó del título a Hogan y se lo devolvió a Bockwinkel.
La segunda ocasión fue en el evento "Super Sunday" en St. Paul, Minnesota en 1983. Hogan nuevamente le había ganado a Bockwinkel y Hogan fue anunciado como el nuevo campeón y se le había entregado el título. Sin embargo, este partido se consideró una descalificación hacia Hogan, Blackburn simplemente despojó del título a Huk Hogan y fue devuelto a Bockwinkel. Las personas asistentes al espectáculo (las cuales habían explotado de alegría cuando Hulk Hogan había ganado el título) se amotinaron en contra de Bockwinkel y su mánager Bobby Heenan y Hogan fue al micrófono pidiéndole a la gente que se calmara. En el DVD The Spectacular Legacy of the AWA, es revelado que Verne Gagne había previsto que Hogan ganara el cinturón esa noche, pero si solo le daba la mitad de las ganancias que recibía Hogan en mercancía y en actuaciones en eventos japoneses, Hogan se negó y el título no cambió de manos.

##### Éxodo de talentos hacia la WWF
Vince Mcmahon y su promoción World Wrestling Federation, intentó poner fin a la lucha libre regional (estableciendo a la WWF como promoción nacional). Gagne hizo varias decisiones, las cuales causaron a perder impulso en la nueva promoción de lucha. Entre ellos exageran su hijo Greg Gagne en las historylines de la AWA y de no hacer a Hulk Hogan el foco de su compañía cuando tenía la oportunidad de hacerlo.
En diciembre de 1983, Hogan aceptó una oferta rival del promotor Vince McMahon para luchar en la WWF. Un mes más tarde se convirtió en el Campeón Mundial Peso Pesado. El Campeón y la WWF se convirtieron en un fenómeno de los principales medios de comunicación y prácticamente un sinónimo de la lucha libre profesional en gran parte de la conciencia nacional, más allá de la AWA y NWA. Hogan no fue el único en salir de la AWA, sino también otros talentos, incluyendo el locutor Gene "Mean" Okerlund, el gerente Booby "the Brain" Heenan y los luchadores Adrian Andonis, Ken Patera, Jim Brunzell y Jesse Ventura. La AWA no fue la única en perder estrellas a causa de la WWF, sino también se vio afectada la NWA, perdiendo a Roddy "Rowdy" Piper, Greg "The Hammer" Valentine, Jack y Jerry Brisco, Ricky "The Dragon" Steamboat y "Cowboy" Bob Orton.

#### 1984
A pesar de este expandimiento de talentos, la AWA tuvo más éxito en el siguiente año, principalmente a causa de la llegada de la pareja llamada The Road Warriors y también con la ayuda de otros luchadores los cuales eran Nick Bockwinkel, Ray "The Crippler" Stevens, "The Crusher" Reginal Lisowski, Dick The Bruiser, Barón Von Raschke, Mad Dog Vachon y larry Henning.
En respuesta a la expansión de McMahon, la AWA forjó una alianza con otros promotores de la NWA. Incluidos en esta alianza fueron Jim Crockett Promotions, Mid-South Wrestling, Pacific Northwest Wrestling, World Class Championship Wrestling (Dallas) y la Continental Wrestling Association (Memphis). Esta nueva promoción fue conocido como Pro Wrestling USA y produjo un intento de establecer una presencia nacional para competir en contra de la WWF. La AWA firmó los contratos de Stg. Laughter y de Bob Backlund. En 1985, sin embargo, la AWA nuevamente empezó a perder público, ya que la WWF estaba ganando superioridad después del evento "Wrestlemania I". Más adelante, la lucha contra la WWF seguía en curso, la AWA creó el evento SuperClash, El show fue todo un éxito y fue probablemente el pináculo de la Pro Wrestling USA.

#### Acuerdos Internacionales De Trabajo
En el extranjero, la AWA había firmado acuerdos de colaboración con la promoción japonesa International Wrestling Enterprise (1969 a 1980) y luego la All Japan Pro Wrestling (1980 a 1988) aunque la relación fue un poco tensa en 1986, por problemas relacionados con el campeón Stan Hansen) y por último, ya casi al final, New Japan Pro Wrestling.
El 29 de junio de 1986, en Denver, Colorado, Hansen se negó a perder el título mundial de la AWA ante Nick Bockwinkel antes de irse de gira por Japón para la All Japan. Hansen sostuvo que había reservado encuentros como Campeón de la AWA en Japón y tenía que cumplirle al promotor Giant Baba. Gagne, en desacuerdo con Hansen, adjudicó el título a Bockwinkel, Hansen utilizó uno de los cinturones de los campeonatos en pareja de la AWA como carácter temporal y en el DVD Spectacular Legacy Of The AWA, se dijo que Hansen había aplastado uno de los cinturones con las ruedas de su coche antes de devolver el cinto a la empresa.
La AWA también tuvo una breve relación con la promoción llamada Catch Wrestling Association de Europa, a través de su promotor y también luchador Otto Wanz que tuvo un reinado como Campeón Mundial Completo de la AWA en 1982.

##### AWA en ESPN
En 1985, Gagne comenzó a transmitir la programación en el famoso canal de deporte ESPN, con la esperanza de ayudar a la promoción a competir con las transmisiones de la WWF (la cual transmitía sus shows en el canal USA Network). Sin embargo, los shows semanales de la AWA no eran respetados en torno a horarios de transmisión, a veces se retrasaban o anulaban la programación en vivo o también sufrían cambios en la franja horaria, lo que hacía difícil ver las transmisiones en un horario fijo.

#### 1986-1991 La caída de la AWA
La AWA siguió perdiendo fama y éxito mientras que la WWF y la NWA la aumentaban, esto fue entre 1986 y 1991. A pesar de ello, todavía Gagne logró cultivar de alguna forma nuevos talentos como Scott Hall, The Midnight Rockers (Shawn Michaels y Marty Jannetty), Vader, The Nasty Boys (Brian Knobbs y Jerry Sags) y Madusa Miceli entre 1986 y 1987.
Gagne también tuvo una relación con el promotor Jerry Jarrett y su territorio en Memphis e incluso permitió a la leyenda Jerry "The King" Lawler ganar el Campeonato Mundial de la AWA de Curt Hennig (que estaba a punto de marcharse a la WWF) en mayo de 1988. La WCCW de Dallas también se unió a la alianza. Lawler derrotó al Campeón Mundial Completo de la WCCW, Kerry Von Erich en el evento Super Clash III en la cual fueron unificados los títulos mundiales siendo la primera unificación en la AWA. Sin embargo tras la polémica pelea vivida en el evento, Lawler es despojado del título en enero de 1989. Lawler hizo un intento de aprovechar los ingresos procedentes del PPV, pero Gagne encargó un nuevo Cinturón de apariencia similar, quedando el título vacante.
En enero de 1989, Larry Zbyszko, yerno de Verne Gagne, regresó a la AWA y ganó el vacante Campeonato Mundial Completo de la AWA ganando una batalla campal de 18 hombres, eliminando por último a Tom Zenk. También durante esta época Joe Blanchard sustituiría a Stanley Blackburn como presidente de la AWA. El primer reinado de Zbyszko duraría un año, durante este año defendió el título contra Zenk, Greg Gagne, Wahoo McDaniel, Ken Patera, Nikita Koloff, Brad Rheigans, The Trooper (Del Wilkes) y Masa Saito. Zbyszko finalmente perdió el título ante Saito en febrero de 1990 frente a 65.000 fanáticos en el Tokyo Dome, para luego recuperarlo en mayo de 1990 en el evento Superclash IV. Durante 1989 y 1990, la AWA apoyó a que Mike Enos y Wayne Bloom para que participaran por la vacante del título mundial en parejas de la AWA. A principios de 1989, Eric Bischoff, que estaba trabajando en las oficinas de la AWA, se colocó delante de la cámara para reemplazar a Larry Nelson como entrevistador y comentarista ocasional.
La AWA pasó a estar inactiva en el otoño de 1990. Como resultado de ello, Zbyszko fichó por la World Championship Wrestling (WCW). En su último acto oficial, Verne Gagne despojó del título mundial de la AWA a Zbyszko en diciembre de 1990. En 1991, Gagne se declaró totalmente en quiebra. Verne Gagne regresó a [Greg Gagne] y Wahoo McDaniel para que peliarian contra la pareja the Destruction Crew (Mike Enos & Wayne Bloom) pero a pesar de eso, no sirvió para reactivar la promoción. A pesar de ello, los programas semanales seguían transmitiéndose por ESPN. La compañía logró sacar una cinta comercial llamada Hulk Hogan Highlights durante 1991.
En el DVD llamado The Spectacular Legacy Of The AWA, Eric Bischoff puso de manifiesto que una de las principales razones por las cuales Verne Gagne cerró la AWA, fue por la movilización de dinero en gastos personales de Gagne, el dinero era ocupado en una propiedad que Gagne tenía a lo largo de un lago en Minnetonka. Los funcionarios locales querían construir un parque en esa propiedad. Gagne luchó varios años pero finalmente perdió el dominio lo que llevó a la creación del actual Lake Minnetonka Regional Park (Parque Regional Del Lago del Minnetonka). Como resultado de ello, perdió los recursos financieros que se utilizaban para mantener la AWA en marcha y no hubo más remedio que cerrar la promoción.

## Influencia y Legado
La influencia de Verne Gagne junto con la AWA en la lucha libre profesional es inconmensurable. Innumerables luchadores y personalidades fueron entrenados por Gagne (por ejemplo Ric Flair) una influencia que se deja sentir hasta hoy.

### AWA Team Challenge Series
La AWA celebró la "AWA Team Challenge Series" a partir del día 1 de octubre de 1989 hasta el 11 de agosto de 1990. Todos los luchadores disponibles se dividierón en tres grupos, "Larry's Legends" Dirigidos por Larry Zbyszko, Slaughter's Sniper" Dirigidos por Stg. Laughter (Sgt Laughter se retiró de la AWA antes de terminar el torneo, nombrando como nuevo capitán del equipo a Colonel DeBeers) y "Baron's Blitzers" dirigidos por Baron Von Raschke. Personajes Heel y Faces fueron asignados por igual en equipos, lo que provocó que enemigos tuvieran que trabajar juntos. Las victorias en los encuentros hacían ganar puntos al equipo correspondiente, el equipo que lograra la puntuación más elevada se ganaba un millón de dólares. Algunos de los encuentros de la TCS tuvieron lugar en un estudio de televisión sin audiencia, los anunciantes dijeron que era en algún modo, una forma para que los otros luchadores no intervinieran en los encuentros, pero en realidad era por la mala venta de entradas para hacer los shows en las arenas. El resto de los partidos tuvieron lugar en el Rochester Civic Center, donde los encuentros eran transmitidos en vivo para su programa de televisión entre 1989 y 1990.
El evento Team Challenge Series fue promovido por la AWA como revolucionario, pero una vez en marcha y con el pasar del rato, parecía ser un poco más de series de peleas excéntricas. En vez de mostrar técnicas en los encuentros como se había hecho normalmente, los luchadores llevaban cascos y otros implementos del Fútbol Americano o luchaban en peleas llamadas "Behind The 8-ball Batlle Royal". Jake " The Milkman" Milliman derrotó a Colonel DeBeers en una especie de pelea en la cual los luchadores tenían relleno y en unos postes estaban colgados unos pavos sin coser los cuales había que rellenarlos, el primer luchador que lo hacía, conseguía la victoria. Esta pelea fue llevada a cabo en el evento "Great American Turkey Hunt". 
La última pelea de la TCS era una batalla real en la cual participaban Brad Rheingans, The Destruction Crew, Colonel DeBeers, The Texas Hangmen, The Trooper Del Wilkes y muchos otros. Jake Milligan consiguió la victoria eliminando por último a Colonel DeBeers, dándole la victoria a su equipo y consiguiendo el millón de dólares.
Tabla de Puntuaciones Finales:
| Nombre                  | Capitán           | Puntaje Total |
| Larry's Legends         | Larry Zbyszko     | 56            |
| Baron's Blitzers        | Baron Von Raschke | 51            |
| DeBeers' Diamondcutters | Colonel DeBeers   | 46            |
| ----------------------- | ----------------- | ------------- |

El concepto de la TCS fue mal planeado y mal presentado, muchos fanes de la lucha libre creen que esto apresuró a la desaparición de la AWA.
Durante años, Eric Bischoff es acreditado (culpado) de haber desarrollado el TCS, incluso siendo mencionado
en varios libros. Sin embargo, tanto en su autobiografía y en el DVD "The Spectacular Legacy Of AWA", Bishoff negó haber tenido participación en la creación del evento. En cambio, Greg Gagne asume la responsabilidad de crear la idea y desarrollarla junto con su padre.

## Características de la AWA

### Super Carteleras
- AWA SuperSunday
- WrestleRock 86
- SuperClash
  - SuperClash III - el primer evento PPV de la AWA. Este PPV tenía luchadores de la AWA, WCCW from Texas y la CWA de Memphis.

### Luchadores
Véase: Luchadores de American Wrestling Association
Entre la década de 1970 y principios de la década de 1990, Gagne había logrado reunir a la mejor lista de luchadores, siendo los mejores en la lista de negocios. Desde luchadores incondicionales como Nick Bockwinkel, Mag Dog Vachon y Baron Von Raschke hasta luchadores que fueron estrellas como Hulk Hogan, Jerry Blackwell, Rick Martel y Curt Hennig.

## AWA Shows

### AWA En Televisión
Entre 1960 y 1970, la producción de televisión de la AWA tuvo su sede en Minneapolis, en la estación independiente de televisión llamada WTCN-TV, entonces propiedad de Metromedia. El anunciador del ring desde hace mucho tiempo era Marty O'Neill que también hacía entrevistas después de los encuentros. A mediados de la década de 1970, durante una prolongada enfermedad, O'Neill era sustituido por el anunciador del ring y productor del programa Al DeRusha y las entrevistas eran llevadas a cabo tanto por Keny y Gene Okerlund. En 1979, Okerlund reemplazó permanentemente a O'Neill, el cual falleció años más tarde y la producción fue transferida a Minneapolis Station KMSP-TV. Durante la existencia de la AWA, se han producido varios programas de televisión en torno a ella:
- AWA All-Star Wrestling, la duración del programa fue desde 1960 a 1991.
- AWA Championship Wrestling, el show era transmitido en el canal de cable deportivo ESPN a partir de 1985 hasta 1990, fue una continuación del anterior programa de ESPN: Pro wrestling USA, la cual era la unión de la AWA y otras promociones de lucha (especialmente Jim Crockett Promotions).
- AWA Major League Wrestling fue un programa canadiense producido en Winnipeg durante la década de 1980.

### AWA en Pay-Per-View
Desde 1999 a 2002, se realizaron una serie de Pay-Per-View relacionados con la AWA. Titulado AWA Classic Wrestling, en el cual se presentaron compilaciones de viejas imágenes y videos de la AWA, organizado por Greg Gagne y Todd Okerlund (hijo de Gene Okerlund), con ocasionales apariciones de Verne Gagne. El pay-per-wiew cesó tras la adquisición de la biblioteca de cintas de la AWA por parte de World Wrestling Entertainment.

## World Wrestling Entertainment
El día 1 de abril de 2006, Verne Gagne es inducido al Salón de la Fama de la WWE, por su hijo Greg Gagne, la premiación se mostró dos horas antes del evento Wrestlemania 22, fue inducido junto con estrellas como Gene Okerlund, Bret Hart y Eddie Guerrero.
Actualmente, todo el material previo a la formación de AWA Superstars of Wrestling, es propiedad de World Wrestling Entertainment. La WWE vendió un DVD llamado "The Spectacular Legacy Of AWA" el 21 de noviembre de 2006. El DVD incluye un documental sobre la carrera amateur de Verne Gagne, el ascenso y descenso de la AWA en sus 30 años de historia y numerosas entrevistas a Verne Gagne, Hulk Hogan, Jim Brunzell, Michael Hayes, Baron Von Raschke Greg Gagne, Eric Bischoff, Bobby Heenan, Gene Okerlund y Nick Bockwinkel.

### AWA Superstar Of Wrestling
En 1996, extrabajadores de la AWA, Dale Gagner y Jonnie Stewart refundarón la AWA como un circuito independiente, llamado AWA Superstars of Wrestling. El 26 de abril de 2007, se reveló que la World Wrestling Entertainment había tomado acciones legales en contra de Gagner por la utilización del nombre AWA en el logotipo y en el nombre de la promoción. La WWE ganó el pleito, y nombre cambio a Wrestling Superstars Live.